# بلبلستان
بلبلستان کتابی است به زبان فارسی که در سال ۱۱۵۲ هجری توسط فوزی موستاری نوشته شد. این کتاب شامل شش خلد با نام‌های کرامت، اخلاص و غیره است. بلبلستان به مانند گلستان مجموعه‌ای از حکایات به نظم و نثر است. این کتاب به سال ۲۰۰۳ به زبان صربوکرواتی ترجمه و منتشر شد. کتاب دیگری با نام بلبلستان نوشتهٔ فوزی افندی نیز در دست است که نباید با بلبلستان فوزی موستاری اشتباه گرفته شود.
فوزی موستاری در دیباچه کتاب خود می‌گوید روزی به کتاب بهارستان جامی نگاه می‌کرده است و با خود اندیشیده است که بوستان و گلستان را سعدی و بهارستان را جامی و سنبلستان را شیخ شجاع به وجود آورده‌اند و بعد از آن به فکر تألیف کتاب بلبلستان می‌افتد. بسیاری از حکایات بلبلستان از آثاری نظیر کشف المحجوب هجویری و مناقب العارفین افلاکی اقتباس شده‌اند و نام بسیاری از عرفاً و اولیا در این کتاب آمده است. این اثر بیانگر حضور زبان فارسی در بالکان در سده دوازدهم هجری است و یک بار نیز در سال ۱۹۳۵ به فرانسوی ترجمه شده است.
برای نخستین بار در ایران، در سال 1391 این کتاب توسط احمد بهنامی تصحیح و در شماره 15 نشریه پیام بهارستان به چاپ رسید و نسخه آنلاین آن به‌طور کامل بر روی اینترنت موجود است
نمونه‌ای از حکایات نثر کتاب بلبلستان:
حکمت: پادشاهی در مملکت خودش چندان که اهل دانش و ارباب معارف هست بود جمع آورد و به ایشان فرمود: «دانید شما را برای چه درهم آوردم»؟ گفتند: «نمی دانیم». گفت: «از برای آن آوردم که مرا خبر دهید بعد از این چند سال در این عالم معمّر باشم»؟ گفتند: «ای گزیده اهل عقول و ای زبده ارباب فضل فضول اگر ما چنان کار دانسته بودیم، نخست از مرگ خود پیام گرفتمی که عمر ما دراز است یا کوتاه»؟
قطعه
|  | کس نداند جز خدا پایان عمر اهل حق   |  | تا نگشتی از پس مرگ زیستن با امر حق |  |
|  | خواه روان اهل درد آید دمنده در گلو |  | باز شو زین مشغله از دل بگو الله هو |  |

گفت: «اگر مرا پیام ندهید کی شما از دست جور من رهایی یابد»؟ در میان ایشان، تنی چند از مردم هستی که از ارباب تنجیم بودند. آنان گفتند: «ای پادشاه دادکار و ای وسعت یافته روزگار! اگر پذیری بر مقتضای علم جزییات شما خبر دهیم». گفت: «بدهید. هرچه گویید، پذیرفتم». روزی چند وعده نهادند و بر مقتضای علم گفتند: «ای پادشاه عاقبت اندیش مترس. راستش ایزد تعالی داند بر مقتضای اختر تو را بیست سال زندگی هست». گفتا: «در آن سال که پایان عمرم باشد، من به چه مرض میرم؟ آن را نیز خبر دهید». گفتند: «در سال پسین که هنگام مردنت باشد، تو را کژدمی گزد و از زخمش بمیری به هیچ دارو درمان نپذیرد». گفت: «در کدامین روز است و در کدامین ساعت»؟ گفتند: «در ماه نخستین سال پسین و در روز شنبه در نیمروزی». و به این سخن آن را انجام دادند . پادشاه روز بروز شمرد تا سال پسین درآمد .
قطعه
|  | صدای طبل مرگ آمد ز آمادن چرا دوری؟     |  | از این ره یا نمی‌دانی رهایابی نخواهد شد |  |
|  | اگر لقمان باز آید تو را زان چیز نمی‌آید |  | که مسموم اجل کرده، دوایابی نخواهد شد   |  |

و آن روز را که وعده کرده بودند، آن نیز درآمد. پادشاه اسبی را در حضور آورد. زین برکرد و سوار شد و پیش کاشانه او جویی بود. در وی زد که آن ساعت در میان آب بگذرد تا از مرگ رها یابد ایرا در میان آب کژدم نباشد. صغار و کبار گرد آمدند به تماشای آن که چون خواهد شد. اسب در زیرش گردان گردید و دمی زد و از بینی او کژدمی بیرون جست و پادشاه را گزید. چند دم برنیامد که از جان جدا شد.
قطعه
که رست با کوشش از دست اجل تا تو چنان باشی
اگر دیدی از این بهتر نباشد رای و تدبیری
وگرنه قوت ره اندوز که تا در صحن رستاخیز
بناداری نباشد جان خود را رنج تشویری

## بلبلستان فوزی افندی
فوزی افندی نویسنده عثمانی که در سال ۱۳۱۸ ه.ق. درگذشته است نیز کتابی در ده باب با نام بلبلستان در سال ۱۳۱۰ ه.ق. نوشته است که در سال ۱۳۱۲ ه. ق در استانبول چاپ شده است.